# 소피텔
소피텔 호텔 & 리조트(Sofitel Hotels & Resorts)는 프랑스 파리 (프랑스)에 본사를 둔 프랑스 럭셔리 호텔 체인으로, 1980년부터 아코르가 소유하고 있다. 1964년 프랑스에서 설립된 소피텔은 빠르게 전 세계적으로 확장하여 200개 이상의 지점을 확보했다. 2008년, 소피텔은 럭셔리 호텔 브랜드로만 집중하여 지점 수를 89개로 줄이고 새로운 브랜드를 만들었다. 2023년 1월 기준으로 소피텔은 130개의 지점을 보유하고 있다.

## 역사

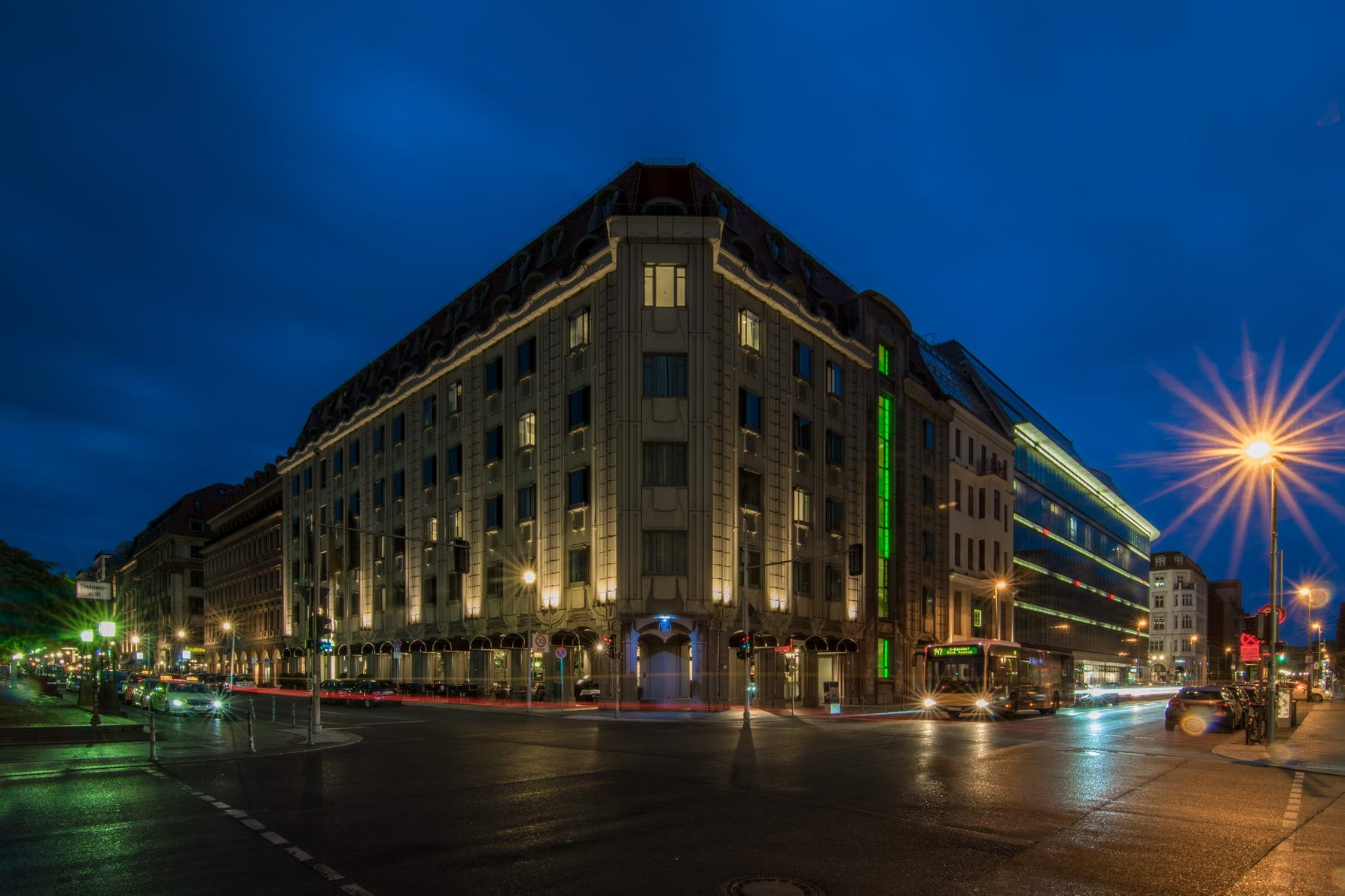
베를린의 소피텔

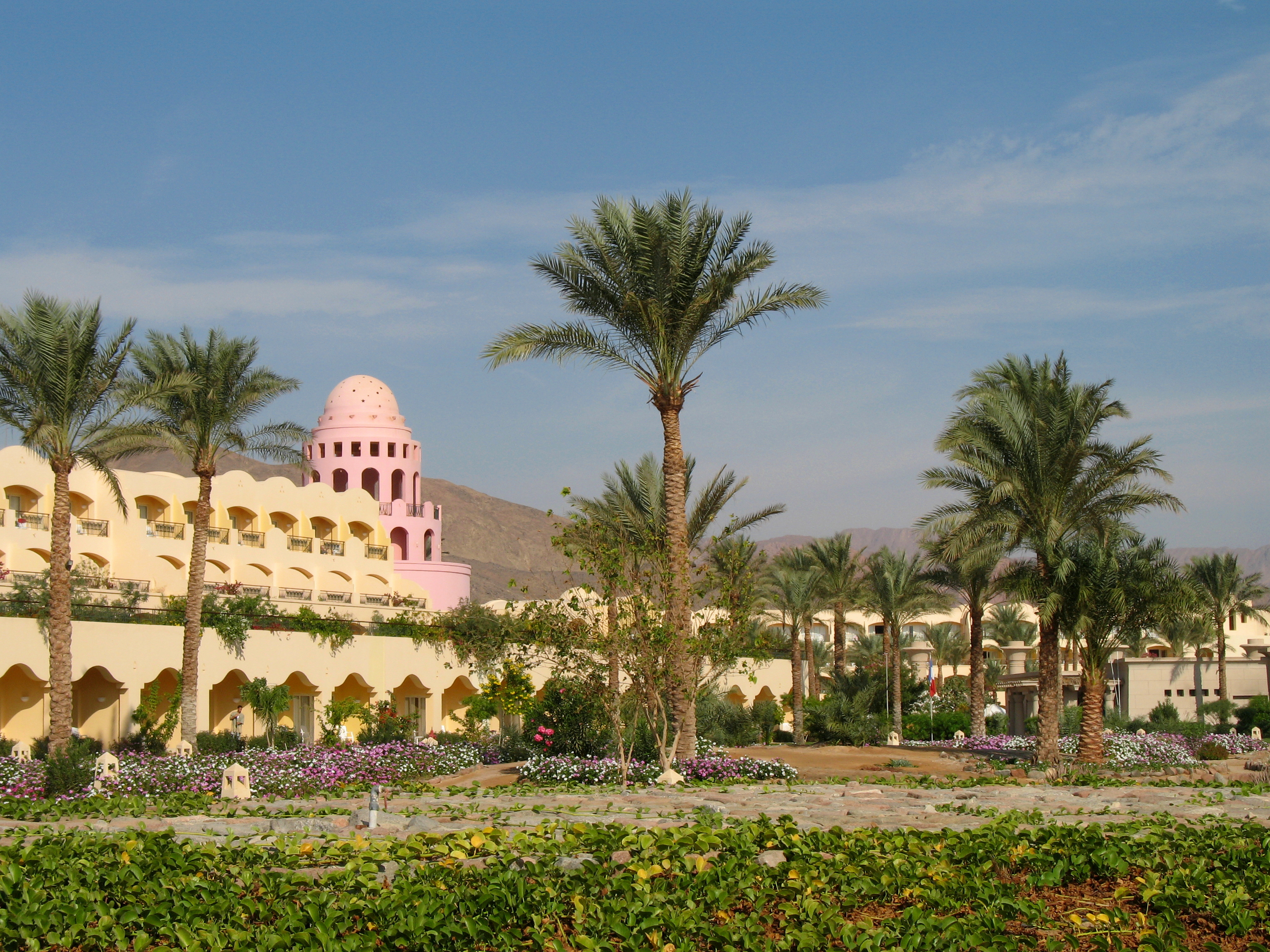
타바 (이집트)의 소피텔

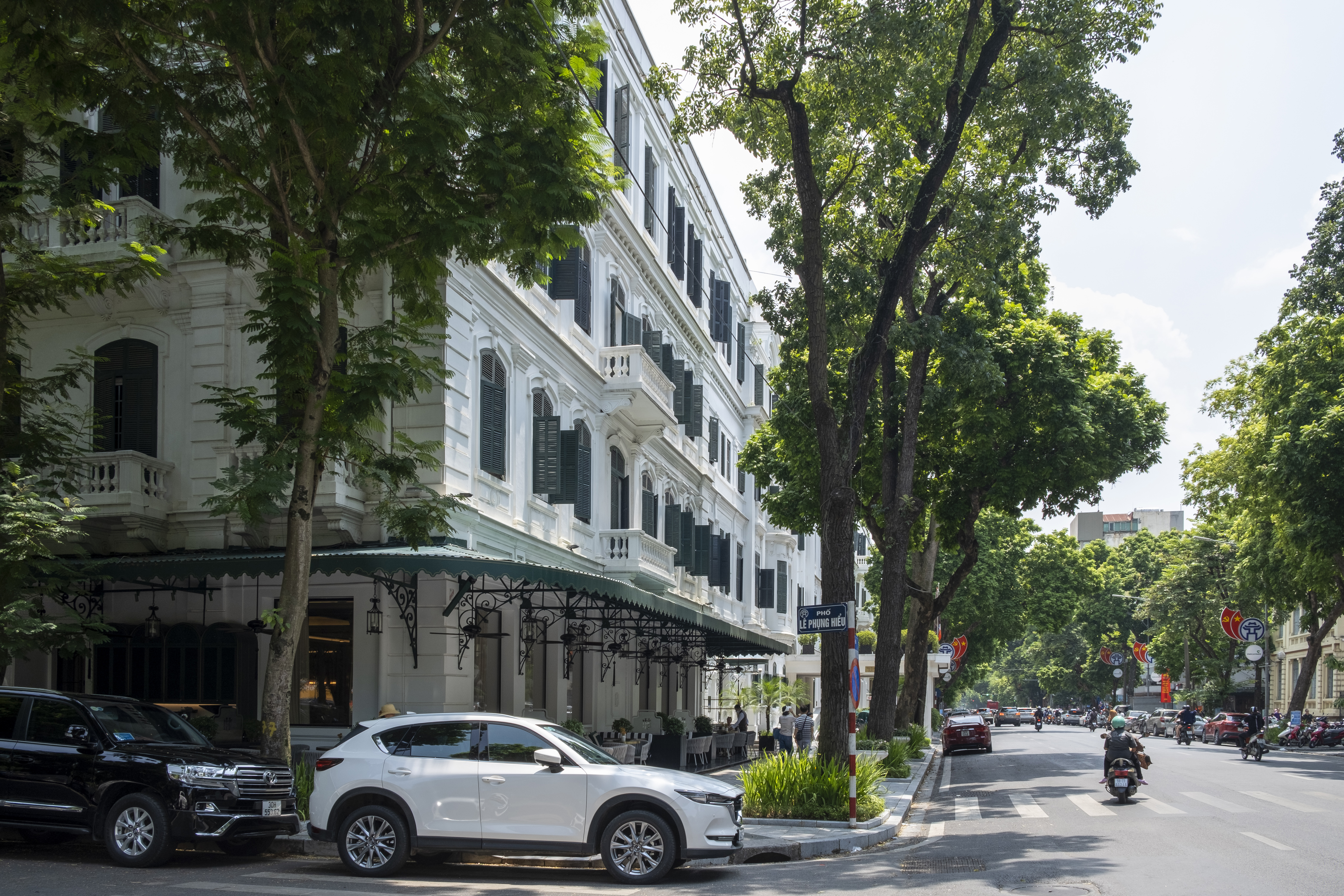
소피텔 레전드 메트로폴 하노이

파리바 은행은 1964년 6월 26일 스트라스부르 (프랑스)에 소피텔 스트라스부르 그랑드 일을 개업했는데, 이는 도시 최초의 5성급 호텔이었다.

### 국제적 발전
1970년대에 소피텔은 국제적인 호텔 체인이 되었다. 미국 최초의 소피텔은 1975년 미니애폴리스, 미네소타주에서 문을 열었다. 소피텔은 프랑스식 환대 방식으로 미국 시장에 진출하여 현장에서 프랑스 바게트를 만들고, 다양한 와인을 제공하며, 객실의 1/3에 비데를 설치하고, 프랑스인 셰프를 고용하여 주방을 관리했다. 이 호텔은 운영 18개월 만에 수익을 냈다.
1980년, 소피텔은 아코르(노보텔 SIEH, 1983년 아코르로 사명 변경)에 인수되어 그룹의 호텔 브랜드인 노보텔, 메르큐어, 이비스에 합류했다.
콜롬비아의 첫 소피텔은 1995년에 개장했으며, 일본의 첫 소피텔은 1996년에 개장했다. 1997년, 그룹은 소피텔 뉴욕 호텔 개장을 발표했는데, 5번가와 아메리카가 사이에 위치한 맨해튼 44번가 (뉴욕 요트 클럽 옆)에 9천만 달러를 투자한 프로젝트였다.
2000년대 초, 소피텔은 아시아에서 대규모 확장 계획을 추진하며 태국, 중화인민공화국 및 인도네시아의 해변 리조트를 목표로 삼았다. 소피텔은 또한 소피텔 도쿄, 소피텔 세인트 제임스 런던, 소피텔 시카고 워터 타워, 소피텔 라파예트 스퀘어 워싱턴 D.C., 소피텔 마라케시, 소피텔 실롬 방콕, 소피텔 몬트리올, 소피텔 부에노스아이레스를 개장했다. 2003년에서 2004년 사이에 소피텔은 멕시코 최초의 호텔인 소피텔 멕시코시티를 포함하여 14개 지점을 개장했으며, 아시아에 7개의 새로운 지점을 추가했다. 2010년까지 소피텔은 중국에 20개 이상의 지점을 보유했다.

### 럭셔리 및 자산 경량화 전략
2005년, 아코르 북미는 새로운 성장 기회를 개발하기 위해 북미 지역 소피텔 11개 지점 중 6개에 대한 소유권에 합작 투자 모델을 적용하기로 결정했다. 그 후 2007년에 브랜드는 전면적인 개편을 단행했다. 호텔 수는 50% 감소했으며, 프랑스의 아르 드 비브르에서 영감을 받은 소피텔 브랜드 중심의 고급 서비스가 개발되었다. 소피텔은 호텔 관리 및 관련 서비스에 더 집중하기 위해 자산 경량화 전략(부동산 소유 비중 감소)을 채택했다.
2009년에서 2012년 사이에 소피텔 포트폴리오에 30개의 새로운 지점이 추가되어 2012년에는 120개 지점에 도달했다. 여기에는 몬테비데오의 호텔 카라스코 (우루과이 최초의 호텔), 그리고 베트남의 소피텔 레전드 메트로폴 하노이가 포함된다. 프랑스 건축가 장 누벨이 설계한 182실 규모의 소피텔 빈 스테판스돔 (2010); 그랜드 암스테르담 (2011). 2013년까지 소피텔은 중동에서 8개 지점을 운영했으며 추가 확장을 계획했다. 두바이 다운타운은 2014년에 개장했으며, 소피텔 지다는 2015년에 개장했다. 소피텔 두바이 더 팜 리조트 & 스파와 소피텔 발리 누사 두아 비치 리조트는 2013년에 개장했으며, 중동과 아프리카에서 소피텔 리조트 네트워크를 더욱 확장할 계획이다. 2017년 6월, 소피텔은 중동에서 가장 높은 건물이 될 소피텔 두바이 와피 시티의 건설을 발표했다.
소피텔은 패션 디자이너들과 협력하여 예술적인 '소 소피텔'(So Sofitel) 호텔을 만들었다: 소피텔 소 모리셔스의 겐조 타카다, 소피텔 소 방콕의 크리스티앙 라크루아, 소피텔 소 싱가포르의 카를 라거펠트, 그리고 소피텔 소 후아힌의 폴팟 아사바프라파.

### 기타 소피텔 상품
2009년 7월, 소피텔은 런던의 세인트 제임스 호텔과 소피텔 마르세유 비외 포트 지점에서 "소 스파 바이 소피텔" 컨셉을 출시했다. 소 스파의 아시아 진출은 2013년에 시작되었다.
2014년 12월, 마라케시 국제 영화제 기간 동안 소피텔은 '라 뉘 바이 소피텔'의 첫 번째 에디션을 출시했다. 이는 소피텔이 주최하고 전 세계적으로 주목할 만한 패션 행사와 함께 열리는 정기적인 파티이다.

## 주목할 만한 호텔
다음은 소피텔 호텔 & 리조트의 주목할 만한 호텔 목록이며, 모든 호텔을 포함하지는 않는다:
- 소피텔 두바이 더 오벨리스크[29]
- 소피텔 프랑크푸르트 오페라
- 소피텔 레전드 메트로폴 하노이

### 4성급 주요 호텔
- 소피텔 시카고 매그니피센트 마일
- 소피텔 뉴욕 호텔

### 주목할 만한 폐쇄된 호텔
- 소피텔 필리핀 플라자 마닐라[30][31]

## 지속 가능한 발전
아코르 그룹의 일원으로서 소피텔 호텔 & 리조트는 그룹이 정한 지속 가능한 발전 정책을 적용한다. 2016년 4월, 아코르는 소피텔 지점을 포함한 1,000개의 호텔이 음식물 쓰레기를 줄이기 위해 모든 버려진 음식물의 무게를 재고 기록해야 한다고 발표했다. 메뉴 항목 수는 10~20개로 줄었으며, 해당 요리는 가능한 한 제철 현지 농산물을 사용해야 한다. 그룹은 또한 2020년까지 소피텔 지점을 포함한 자사 소유지에 1,000개의 채소밭을 조성할 계획이다. 에퇴르베크에서는 소피텔에서 제공하는 꿀이 건물 옥상에서 전문 양봉가에 의해 생산된다.